# Catocala normani
Catocala normani là một loài bướm đêm trong họ Erebidae.